# Soberano (moneda británica)
El soberano es una moneda de oro del Reino Unido con valor facial de una libra esterlina. Acuñada desde 1817, originalmente era una moneda en circulación aceptada tanto en el Reino Unido como en otras partes del mundo, y más tarde se convirtió en una moneda de inversión y de colección. Su diseño más característico es la efigie del monarca en el anverso, y san Jorge luchando contra un dragón en el reverso, con las iniciales b p a la derecha de la fecha, que corresponden al diseñador Benedetto Pistrucci.
La moneda lleva el nombre del soberano de oro inglés, que se acuñó por última vez alrededor de 1603, y tiene su origen como parte de la gran reacuñación de 1816. Muchos en el Parlamento creían que se debería emitir una moneda de una libra en lugar de la guinea de 21 chelines acuñada hasta ese momento. El maestro de ceca, William Wellesley Pole, hizo que Pistrucci diseñara la nueva moneda, representación también se utilizó para otras monedas de oro. Originalmente, la moneda era impopular porque el público prefería la conveniencia de los billetes, pero el papel moneda de valor de una libra pronto se vio limitado por la ley. Liberado de esa competencia, el soberano se convirtió en una moneda de circulación popular, y se usó en el comercio internacional y en el extranjero, y se confió como una moneda que contiene una cantidad conocida de oro.
El gobierno británico promovió el uso del soberano como ayuda al comercio internacional, y la Real Casa de Moneda tomó medidas para que las monedas de oro ligeras fueran retiradas de la circulación. Desde la década de 1850 hasta 1932, el soberano también se acuñó en las casas de moneda coloniales, inicialmente en Australia y luego en Canadá, Sudáfrica e India. Desde 2013, nuevamente se acuñan soberanos en este último país para el comercio local, además de la producción en el Reino Unido. Los soberanos emitidos en Australia inicialmente tenían un diseño local único, pero en 1887, todos las nuevas monedas llevaban el diseño de san Jorge y el dragón de Pistrucci. Las acuñaciones allí fueron tan grandes que en 1900, alrededor del cuarenta por ciento de los soberanos del Reino Unido se habían acuñado en Australia.
Con el inicio de la Primera Guerra Mundial en 1914, el soberano desapareció de la circulación en el Reino Unido. Fue reemplazado por papel moneda y no regresó después de la guerra, aunque las emisiones en las casas de moneda coloniales continuaron hasta 1932. La moneda todavía se usaba en el Oriente Medio y la demanda aumentó en la década de 1950, a lo que la Real Casa de Moneda finalmente respondió emitiendo nuevos soberanos en 1957. Desde entonces, se acuñó tanto como moneda de inversión como para coleccionistas a partir de 1979. Aunque el soberano ya no está en circulación, sigue siendo de curso legal en el Reino Unido.

## Antecedentes

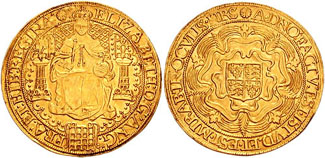
Soberano del Reino de Inglaterra de María I. Ca. 1585-1587.

Antes del soberano británico había otra moneda del mismo nombre en el Reino de Inglaterra, creada por Enrique VII en 1489. Esa moneda tenía 42 milímetros de diámetro y pesaba 15,55 gramos, el doble del oro que tenía la moneda que existía en el momento de su acuñación, el ryal, de origen bajomedieval. Este soberano original se acuñó en respuesta a la llegada de grandes cantidades de oro a Europa desde África Occidental en la década de 1480, y Enrique VII lo llamó en principio un doble ryal, aunque en el camino lo rebautizó como soberano. Era una moneda con un valor excesivo para ser útil en el uso cotidiano, por lo que es probable que solo sirviera como una pieza de representación para ser otorgada a personas relevantes.
El soberano inglés fue la primera moneda en fijar su valor en una libra esterlina, y continuó su acuñación en nombre de diferentes monarcas a lo largo del siglo XVI, aunque con algunas variaciones en la ley y el tamaño. Jacobo I puso en circulación un soberano a su nombre cuando ascendió al trono inglés en 1603. Sin embargo, al año siguiente, poco después de autoproclamarse rey de Gran Bretaña, Francia e Irlanda, emitió una nueva moneda para simbolizar la unión de las coronas inglesa y escocesa, a la que llamó unite, que tenía un valor de 20 chelines y que era cerca de 10% más liviana que el soberano en peso.
En la década de 1660, a partir de la Restauración de Carlos II y coincidiendo con el inicio de la mecanización de la Real Casa de Moneda, se emitió una nueva moneda de oro de 20 chelines. Esta moneda no tenía una denominación especial al comienzo, pero con el paso del tiempo comenzó a conocerse como «guinea», en referencia al origen del oro con el que era acuñada. En ese momento las monedas se valoraban en función del valor de los metales con los que se acuñaban, y el precio del oro en relación con el de la plata aumentó después de la aparición de la guinea; por lo tanto, la guinea pasó a adquirir un valor de facto de 21 chelines y, a veces, hasta seis peniques más. Considerando que la moneda se hizo muy popular en el comercio, el valor de la moneda fue fijado oficialmente por el gobierno en 21 chelines de plata en 1717, sujeto a revisiones a la baja, aunque en la práctica estas no se produjeron. Con la popularización de la guinea, se abandonó el uso de la denominación «soberano» para referirse a la moneda de oro; de hecho, la palabra no aparece en el diccionario de Samuel Johnson —A Dictionary of the English Language—, publicado en 1755.

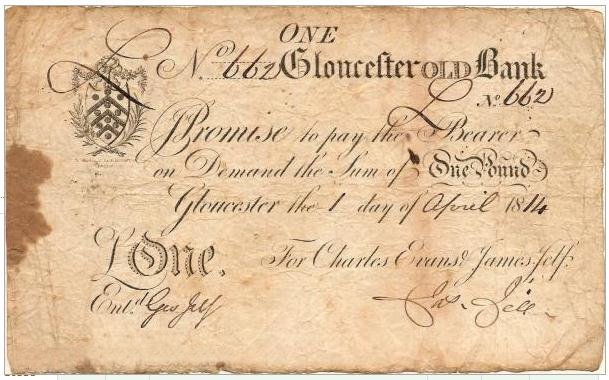
Billete de una libra emitido en 1814 por el Gloucester Old Bank.

La situación económica y monetaria se vio perturbada por el estallido de las guerras napoleónicas, que llevaron al acaparamiento de oro por parte de la población. Entre las medidas que se tomaron para dar fluidez al comercio estaba la emisión de billetes con valor nominal de una libra para suplir la ausencia de la moneda de oro correspondiente. Después de la guerra, el Parlamento, a través de la Ley de la Moneda de 1816, el Reino Unido asumió de forma oficial el patrón oro, y la libra pasó a definirse como una cierta cantidad de este metal. La mayoría de los agentes económicos prefirieron tener una moneda por un valor de 20 chelines, en lugar de seguir usando la guinea, de 21 chelines. Sin embargo, la ley de 1816 no especificó el tipo de moneda que debería acuñar la Casa de Moneda. Un comité del Consejo Privado aconsejó la emisión de monedas de oro por valor de diez chelines, veinte chelines, dos libras y cinco libras, opinión que fue aceptada por el príncipe regente Jorge el 3 de agosto de 1816. Para la moneda de veinte chelines se retomó la denominación de «soberano», probablemente promovida por anticuarios y numismáticos en memoria de la antigua moneda del siglo XVI.

## Creación

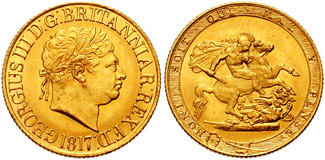
Soberano de 1817, con la efigie de Jorge III.

William Wellesley Pole, el hermano mayor del duque de Wellington, fue nombrado maestro de ceca en 1812, con la tarea de reformar la Real Casa de Moneda. Pole había sido uno de los que había defendido la continuidad de las guineas por la gran cantidad de estas monedas en circulación y el enorme trabajo que se necesitaba para sustituirlas por soberanos. Sin embargo, en febrero de 1817 llegó a la ceca la orden formal del gobierno de acuñar monedas de oro con un peso de 7,988 gramos, es decir, los nuevos soberanos.
A principios de 1816 había llegado a Londres el escultor italiano Benedetto Pistrucci, cuya reputación facilitó su relación con las élites de la sociedad. Allí, la ilustradora Lavinia Spencer le presentó los modelos de cera que el grabador Nathaniel Marchant hizo de san Jorge y el dragón, y le encargó que los reprodujera al estilo griego, para formar parte de la indumentaria de su marido como Caballero de la Orden de la Jarretera. Pistrucci aceptó el encargo y produjo un camafeo, tomando como modelo de la imagen del santo a un camarero italiano del Hotel Brunet en Leicester Square, donde Pistrucci había residido desde su llegada a Londres.
El mismo año de su llegada a Londres, Pole contrató a Pistrucci para crear los modelos de las nuevas monedas, y le sugirió el motivo de san Jorge y el dragón, que acababa de realizar en el camafeo de Lady Spencer, como apropiado para su diseño. Creó una cabeza en jaspe del rey Jorge III, para ser utilizada como modelo para soberanos y para monedas de plata más pequeñas. Además, preparó un modelo de cera de san Jorge y el dragón, en principio para su uso en la corona, aunque se adaptó para su uso en el soberano. Como los grabadores de la Real Casa de Moneda no pudieron reproducir los diseños de Pistrucci en acero, él se encargó de grabar los troqueles.

### Diseño de Pistrucci

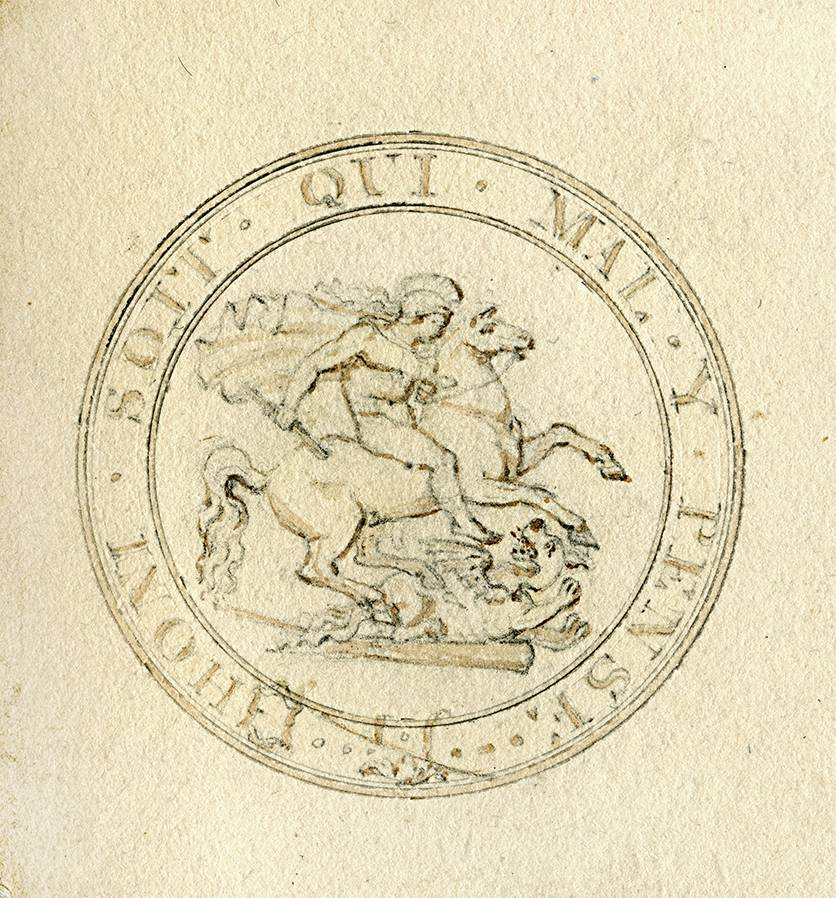
Boceto original de Pistrucci para el soberano.

El diseño de Pistrucci para el reverso de los nuevos soberanos representa a san Jorge a caballo desnudo y con armadura solo en los pies, agarrando con la mano izquierda una rienda de la brida. Lleva un yelmo en la cabeza y, en los primeros bocetos, sobresalía por detrás de un mechón de cabello. La clámide o capa fluye en el aire detrás de él, y se sujeta al frente con una fíbula. Con su mano derecha sostiene un gladius. El caballo del santo parece estar medio atacando al dragón, que yace mortalmente herido por la lanza del santo. Dada la desnudez de san Jorge en esta representación, el crítico de arte John Ruskin encontró extraño que el santo estuviera desnudo ante un encuentro tan violento.
El diseño original de 1817 llevaba al caballero con un trozo de lanza rota, que fue reemplazada por la espada en las monedas acuñadas después de 1821 —cuando se quitó la jarretera que rodeaba el diseño—, de lo que se deduce que, en la escena, san Jorge rompió la lanza en un momento anterior, en un primer encuentro con el dragón. En esos ajustes de diseño en 1821, también se eliminó la línea del cabello que sobresalía detrás del yelmo, que luego se recuperó en 1887, se modificó en 1893 y 1902, y finalmente se eliminó en 2009.
El diseño de san Jorge y el dragón es de estilo neoclásico, al estilo de los gustos londinenses de la época, y pudo haber estar inspirado en los Mármoles de Elgin, que se exhibieron en Londres desde 1807 y que probablemente Pistrucci vio poco después de su llegada. Este diseño de los soberanos no era común en las monedas británicas del siglo XIX, más acostumbradas a las representaciones heráldicas, aunque coincidía con los deseos de Pole de que el soberano se mostrara claramente diferente de la guinea.

## Años de circulación (1817-1914)

### Primera época
Cuando el soberano entró en circulación a fines de 1817, no gozó de la aceptación inicial de la población, que prefirió la conveniencia de los billetes que debían reemplazar los nuevos soberanos. Esta falta de demanda hizo que los tirajes disminuyeran de forma drástica en los primeros años, de 2 347 230 piezas en 1818 a 3574 el año siguiente. Otra razón para el pequeño número de soberanos acuñados en 1819 fue una propuesta, finalmente rechazada, hecha por el economista David Ricardo para eliminar el oro como un metal de acuñación. Tras abandonar esta idea en 1820, el Banco de Inglaterra animó a la población a utilizar estas monedas, aunque su aceptación creció de forma muy lenta. Debido a que se superaron las dificultades del intercambio de billetes de la época de la guerra, el soberano estaba ganando popularidad y los billetes de menor valor se estaban volviendo escasos, en 1826 el Parlamento prohibió la emisión de más papel moneda en Inglaterra y Gales con un valor inferior a cinco libras.
Muchos de los primeros soberanos abandonaron las islas británicas en esos primeros años; en 1819 Robert Peel estimó que de los cinco millones de libras de oro acuñados en Francia el año anterior, las tres cuartas partes del oro utilizado procedían de las nuevas monedas británicas, que habían sido fundidas. Aún más soberanos partieron hacia Francia en la década de 1820, ya que el metal de la aleación con el oro contenía plata, que se podía separar de manera rentable, y el oro regresaba con frecuencia al Reino Unido, donde se acuñaba de nuevo en soberanos. A partir de 1829, la Real Casa de Moneda eliminó la presencia de plata en los soberanos, aunque no logró evitar que siguieran saliendo del país.

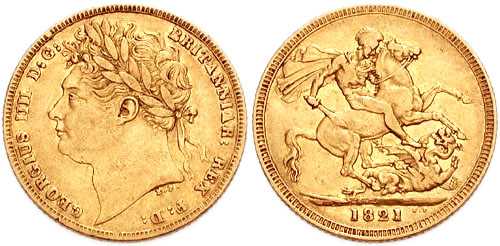
Soberano de Jorge IV de 1821, con el diseño de san Jorge y el dragón.

Jorge III murió en enero de 1820 y Jorge IV tomó su lugar, quien hasta entonces había actuado como príncipe regente. Sin embargo, la ceca decidió seguir utilizando el busto de Jorge III hasta finales de año. Para las nuevas monedas que ya tenían el busto de Jorge IV en el anverso, Pistrucci modificó el diseño del reverso, al quitar la jarretera y el lema. También fue en esta ocasión que se colocó la espada en la mano del santo en lugar de la lanza rota, así como el cabello detrás del yelmo, además de afinar ligeramente el manto.

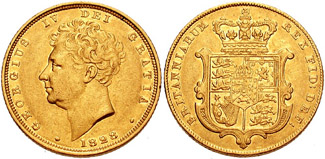
Soberano de Jorge IV de 1828, con el diseño del escudo del Reino Unido.

El diseño del anverso de Jorge IV presentaba la cabeza laureada del monarca, y estaba basada en el busto que había realizado Pistrucci para la medalla conmemorativa de la coronación. La nueva versión fue autorizada por decreto ley del 5 de mayo de 1821, y este nuevo busto apareció en las monedas acuñadas entre ese año y 1825. Sin embargo, el rey no se conformó con su busto y mandó diseñar uno nuevo, basado en el del escultor Francis Leggatt Chantrey, que era más de su agrado. Pistrucci se negó a copiar el trabajo de otro artista, con la consiguiente prohibición de que continuara trabajando en la Real Casa de Moneda. En ese momento, el segundo grabador —más tarde grabador jefe— William Wyon recibió el encargo de trasladar el busto de Chantrey al diseño de la moneda, que apareció en las monedas emitidas en 1825. También se decidió prescindir del característico san Jorge y el dragón, ya que al nuevo maestro de ceca, Thomas Wallace, le disgustaban varios de sus aspectos. El rediseño le fue encargado al grabador francés Jean Baptiste Merlen. El nuevo reverso mostraba el escudo del Reino Unido, coronado, con los tres leones de Inglaterra en dos de sus cuartos, y el león de Escocia y el arpa de Irlanda en el resto. Como escusón lleva el escudo de Hannover, coronado también, que representa los dos leones de Brunswick, el león de Luneburgo y el caballo rampante de Hannover, con la Corona del Sacro Imperio como sobrescudo. El diseño de san Jorge y el dragón no volvió al reverso de los soberanos hasta 1871.
La ascensión al trono de Guillermo IV en 1830, tras la muerte de su hermano Jorge, trajo consigo nuevos cambios en los diseños de los soberanos. William Wyon volvió a estar a cargo del grabado del busto real, y se basó también, como en el pasado, en un busto esculpido por Chantrey. Se utilizaron dos bustos ligeramente diferentes, conocidos como «primer busto», utilizado en la mayoría de las monedas emitidas en 1831 —el primer año de producción— y algunas en 1832, y un «segundo busto», utilizado en una moneda de prueba fechada en 1831 y en algunas piezas a partir de 1832, y ya difundido desde 1833. Los reversos de los soberanos de Guillermo IV muestra el escudo del Reino Unido, con la fecha precedida por la palabra latina anno («año»). Estos reversos se utilizaron de forma invariable cada año hasta la muerte del rey en 1837.

### Era victoriana

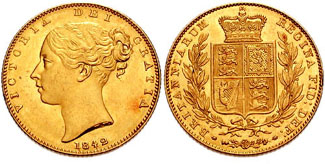
Soberano de 1842, con el escudo en el reverso.

Con el ascenso al trono de la reina Victoria en 1837 se terminó la unión personal entre el Reino Unido y Hannover, ya que según la ley sálica, aplicada en este último, una mujer no podía ocupar el trono de Hannover. Esta circunstancia obligó a cambiar tanto el anverso como el reverso de los soberanos. Wyon diseñó para el anverso un retrato juvenil de la reina, y Merlen recibió el encargo de grabar el reverso, que representaba el escudo real dentro de una guirnalda, y probablemente desempeñó algún papel en el diseño. Este renovado soberano fue aprobado el 26 de febrero de 1838 y acuñado desde ese año hasta 1874, con las únicas excepciones de 1840 y 1867. Los soberanos con el diseño del escudo en su reverso acuñados en Londres entre 1863 y 1874 llevan unos pequeños números debajo del escudo, que identifica al troquel que se utilizó para su acuñación. No se conserva ningún documento que acredite el porqué de esta práctica, aunque se supone que sería un método de rastreo de las monedas que se elaboran con cada troquel para poder hacer cálculos sobre su desgaste.
En 1850 se habían acuñado y puesto en circulación alrededor de 94 millones de libras en soberanos y medios soberanos, no solo en las islas británicas, sino que también en otros territorios. Esta dispersión fue impulsada por el gobierno británico, que vio en los soberanos un instrumento para sus ambiciones imperialistas. No obstante, el oro es un metal blando y la intensa circulación los estaba deteriorando. En 1838, cuando el gran legado del acaudalado James Smithson se convirtió en oro en preparación para llevarlo a Estados Unidos, como lo había dejado dispuesto, las autoridades estadounidenses solicitaron soberanos recién acuñados, para evitar que estas monedas tuvieran menos contenido en oro debido al desgaste causado por la circulación. A principios de la década de 1840 el Banco de Inglaterra estimó que alrededor del 20% de los soberanos en circulación estaban bajo peso por esa razón. Así, para impulsar la reputación del soberano en el comercio, el Banco de Inglaterra emprendió un programa de reacuñación, al fundir monedas ligeras y utilizar ese oro para acuñar nuevos soberanos con peso legal. Entre 1842 y 1845 el banco realizó esta operación en aproximadamente 14 millones de libras, que representaban cerca de un tercio del oro en circulación. Con esto, no solo se le devolvió a los soberanos su peso y valor estándar, sino que al mismo tiempo puso fin a las ya escasas guineas que permanecían en circulación. Los poseedores de monedas de oro que no habían sido reacuñadas solo podían usarlas por su peso real, no por su valor nominal, de modo que en el mejor de los casos perderían unos peniques en la operación. Esta situación también provocó un aumento de los controles en la propia Real Casa de Moneda; de hecho, en 1866 se pesó a cada moneda de oro y de plata de forma individual. Como resultado de estos esfuerzos, el soberano se convirtió, parafraseando al historiador de la economía John Clapham, en el «jefe de las monedas del mundo».
La fiebre del oro de California, junto con otros descubrimientos en las décadas de 1840 y 1850, impulsó la cantidad de oro disponible y el número de soberanos acuñados, con 150 millones de libras en monedas de un soberano y medio soberano entre 1850 y 1875. No obstante, el problema del desgaste continuó, debido a su gran circulación: se estimó que estas monedas perdían su peso de manera significativa después de 15 años en circulación. Una nueva Ley de la Moneda de 1870 fijó controles más estrictos por parte de la ceca, al requerir que cada soberano pasara de forma individual y una vez al año el «ensayo de la píxide». Como resultado, muchos soberanos fueron rechazados y enviados para su reacuñación, aunque con una menor proporción que las monedas de medio soberano, cuyo rechazo excedía el 50%.
Cuando en 1882 la Real Casa de Moneda se cerró para realizar obras de reconstrucción, un factor decisivo para cerrar la producción durante un año en lugar de trasladarla a otra ceca fue el informe del Banco de Inglaterra que aseguraba que había un número excesivo de soberanos en circulación, por lo que no se plantearían mayores problemas. Los avances tecnológicos hicieron posible que los soberanos se pesaran individualmente con máquinas automáticas en el Banco de Inglaterra, ya en la década de 1890. Además, para facilitar la mantención del peso legal de los soberanos, una nueva ley del Parlamento de 1889 permitió el cambio de monedas de bajo peso por otras nuevas según su valor nominal, por lo que fue el Estado el que asumió la devaluación por la pérdida de peso. Esa misma ley también autorizaba también al Banco de Inglaterra a cambiar monedas acuñadas con anterioridad al reinado de Victoria, antes de que el 22 de noviembre de 1890 todas estas monedas de oro de reinados anteriores fueran desmonetizadas por una proclamación real, lo que se hizo efectivo el 28 de febrero de 1891. Como resultado de todas estas acciones, el porcentaje de soberanos en circulación con un peso menor al establecido era sólo del 4% en 1900.

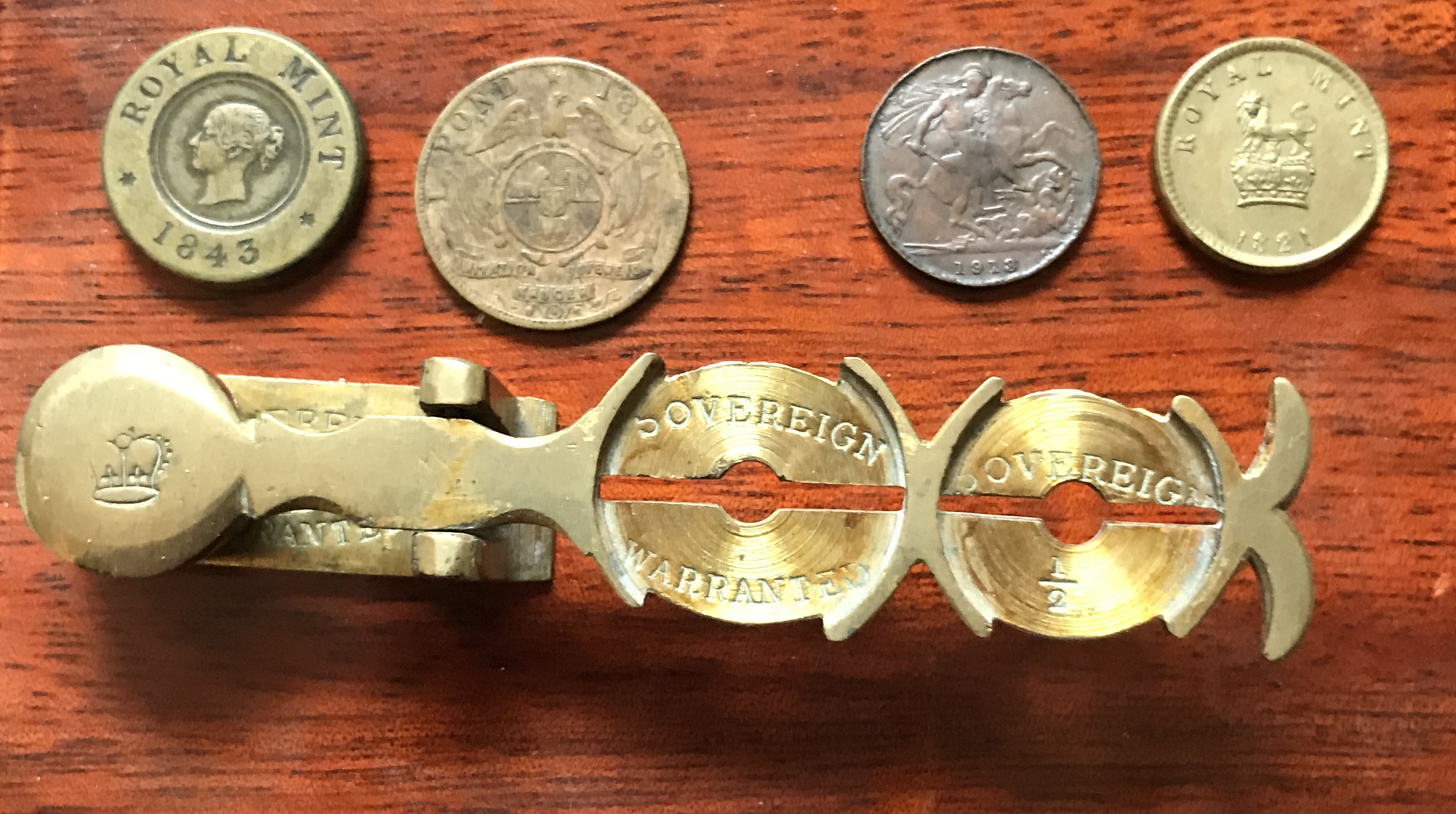
Detector de soberanos falsos, con pesas de uno y de medio soberano.

En la época victoriana, se empezó a ver al soberano en las obras de ficción: en Oliver Twist de Charles Dickens, a la señora Bumble le pagaban 25 soberanos por su información. Joseph Conrad, en sus novelas ambientadas en América Latina, se refiere en varias ocasiones a capitanes de barco que acumulan sus ahorros en soberanos. Aunque muchas de estas monedas eran fundidas cuando llegaban a tierras extranjeras —como las del legado del Instituto Smithsoniano—, también era una moneda que circulaba en decenas de colonias británicas e incluso en Brasil y Portugal.
En 1871 el director de la ceca, Charles Fremantle, restauró el diseño clásico de san Jorge y el dragón en el reverso de los soberanos, como parte de una campaña para embellecer las monedas. Este cambio fue aprobado por la reina y autorizado por decreto ley el 14 de enero de ese año. Sin embargo, ambos diseños —el escudo de armas y el de san Jorge— se acuñaron indistintamente en la ceca de Londres entre 1871 y 1874, y en sus sucursales australianas hasta 1887; desde allí se recuperó por completo el antiguo diseño de Pistrucci. Aparte de que este diseño apareció en las raras monedas de dos y cinco libras en 1887, en el caso de los medios soberanos san Jorge no retomó su lugar hasta 1893.
En cuanto al anverso, el retrato juvenil de la reina diseñada por Wyon se utilizó en los soberanos acuñados entre 1838 y 1887, cuando se reemplazó por el denominado «retrato del jubileo», obra del medallista vienés Joseph Boehm. Este nuevo diseño recibió fuertes críticas y se reemplazó en 1893 por un nuevo busto de la reina, diseñado por Thomas Brock. La muerte de Victoria en 1901 obligó a la creación de un nuevo anverso para monedas emitidas a nombre de su hijo y sucesor, Eduardo VII, a cargo de George William de Saulles, que comenzó a acuñarse en 1902. Tras la muerte del nuevo monarca en 1910, el medallista australiano Bertram Mackennal diseñó un nuevo busto para su sucesor, Jorge V. El diseño de san Jorge y el dragón de Pistrucci continuó en el reverso.

### Acuñaciones en otras cecas

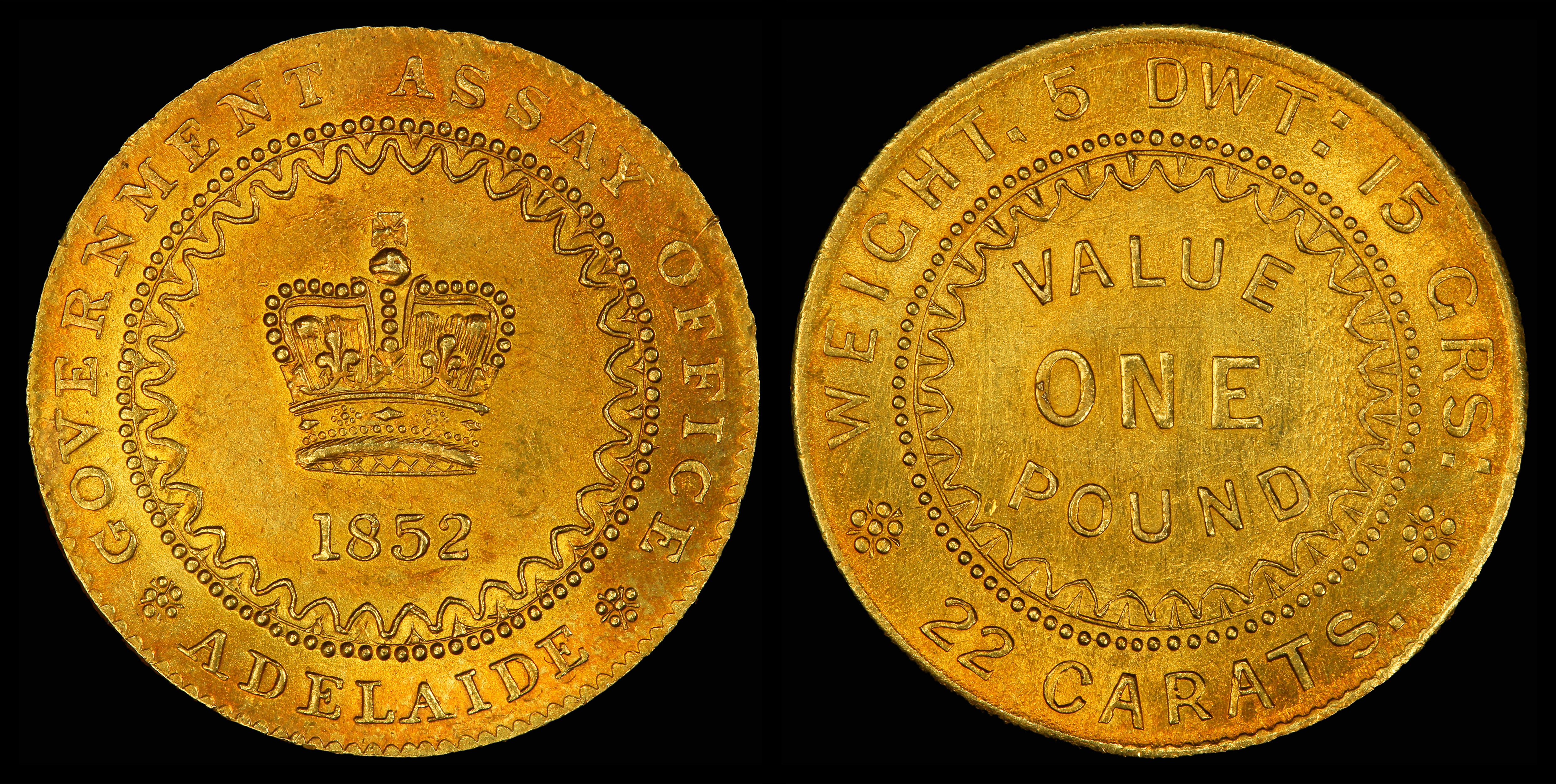
«Libra de Adelaida» de 1852. Contiene 8,75 g de oro y pesa 0,2580 onzas.

El descubrimiento de oro en Australia en 1851 llevó a la solicitud inmediata de las autoridades locales para establecer una sucursal de la Real Casa de Moneda en sus colonias en esas latitudes. Las autoridades de Adelaida no esperaron a que Londres actuara y establecieron en el camino un taller de ensayo, en el que acuñaron lo que se conoce como la «libra de Adelaida». En 1853 un decreto ley aprobó el establecimiento de una ceca en Sídney, a la que le seguirían una en Melbourne en 1872 y la ceca de Perth en 1899. La ley que regulaba la moneda en Nueva Gales del Sur, que entró en vigor el 18 de julio de 1855, estipulaba que las monedas de oro deberían denominarse soberano y medio soberano, y deberían tener el mismo peso y valor que las acuñadas en la ceca de Londres.

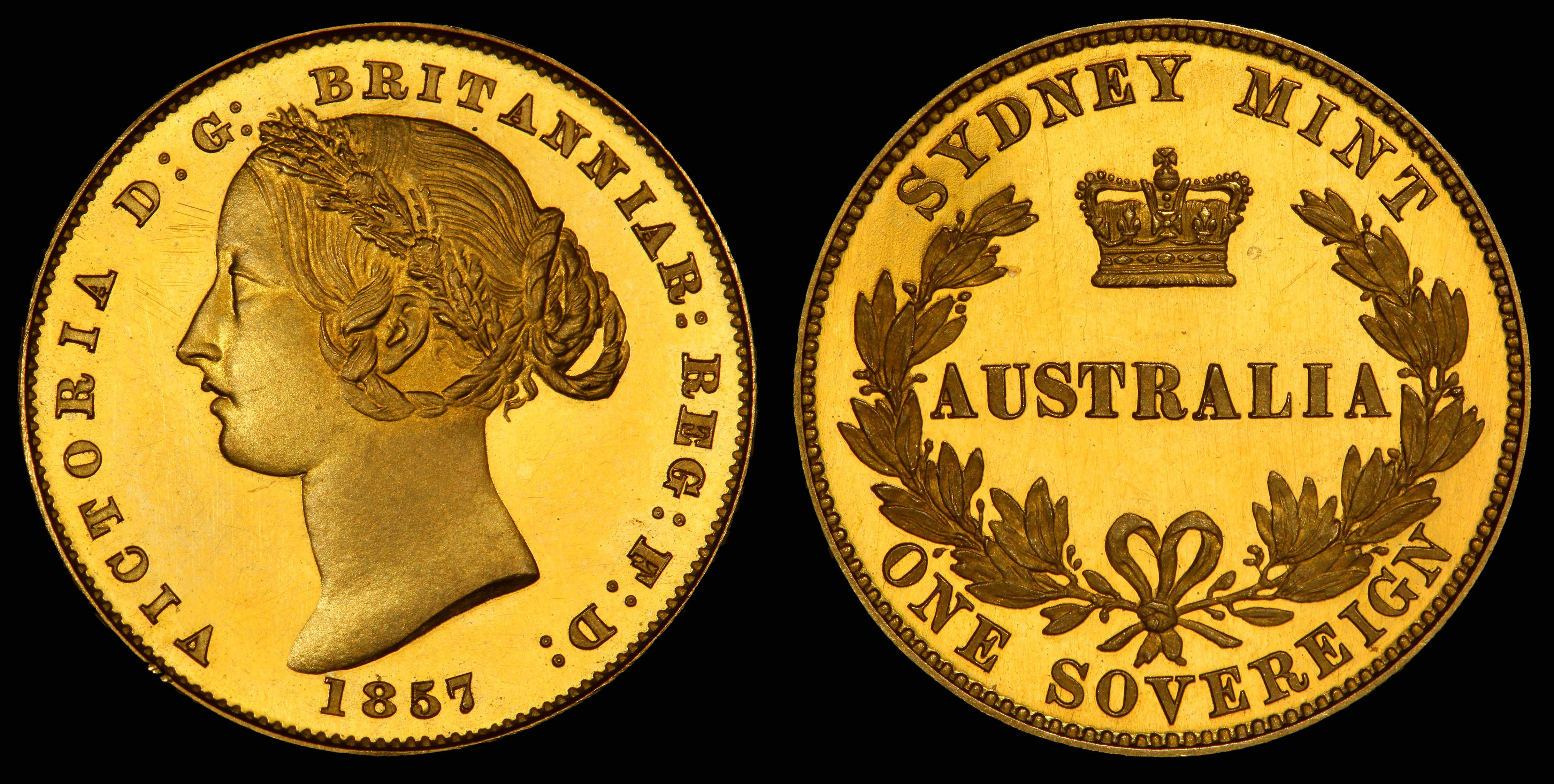
Soberano de 1857, de la ceca de Sídney.

Las primeras emisiones de soberanos de Sídney, hasta 1870, mostraban un busto de la reina Victoria similar al de las monedas acuñadas en el Reino Unido, pero con una guirnalda de banksia, nativas de Australia, en su cabello. En el reverso estaba el nombre de la casa de la moneda, sydney mint, la palabra australia y el valor facial, one sovereign. Al principio estas monedas no tenían curso legal fuera de Australia, ya que existían sospechas sobre su diseño y el color claro del oro utilizado en su acuñación —debido a un mayor porcentaje de plata en la aleación—, pero después de 1866 los soberanos australianos pasaron tener el mismo reconocimiento que los acuñados en Londres. A partir de 1870 los diseños se unificaron con los de la metrópoli, con la única diferencia de una marca de ceca s (Sídney) o m (Melbourne), y más tarde p (Perth). Debido a la popularidad del diseño del escudo en Australia, las cecas de Melbourne y Sídney lo mantuvieron en el reverso hasta 1887, incluso después de que fuera cambiado en Londres. Los grandes tirajes de las cecas coloniales implicó que en 1900 alrededor del 40% de los soberanos que circulaban en el Reino Unido procedían de Australia. Los cuños para los soberanos acuñados en Australia eran fabricados en la Real Casa de Moneda en Londres.
Después de la fiebre del oro de Klondike, el gobierno canadiense solicitó el establecimiento de una sucursal de la Real Casa de Moneda en su territorio, lo que ocurrió en 1908, cuando la que ahora es la Real Casa de Moneda de Canadá abrió en Ottawa. La nueva casa de moneda acuñó un pequeño número de soberanos anualmente bajo la marca de ceca c entre 1908 y 1919, con la excepción de 1912. Funcionaron también como cecas sucursales de la Real Casa de Moneda, que acuñaron soberanos, en Bombay, en 1918 y con la marca de ceca i, y en Pretoria, entre 1923 y 1932 bajo la marca de ceca sa. Sídney dejó de acuñar soberanos en 1926, debido a su cierre, y Melbourne y Perth lo hicieron en 1932. En 1932 los soberanos acuñados en Pretoria fueron los últimos en emitirse como moneda con su valor facial.
Para satisfacer la alta demanda de monedas de oro en el ya independiente mercado de la India, donde no se permite su importación, en 2013 se reanudó la emisión de soberanos en ese país, con la marca de ceca i. La empresa conjunta suiza e india MMTC-PAMP está a cargo de su acuñación, en sus instalaciones cerca de Delhi, con control de calidad por parte de la Real Casa de Moneda. Estas monedas son de curso legal en el Reino Unido.

## Moneda de comercio (1914-1979)

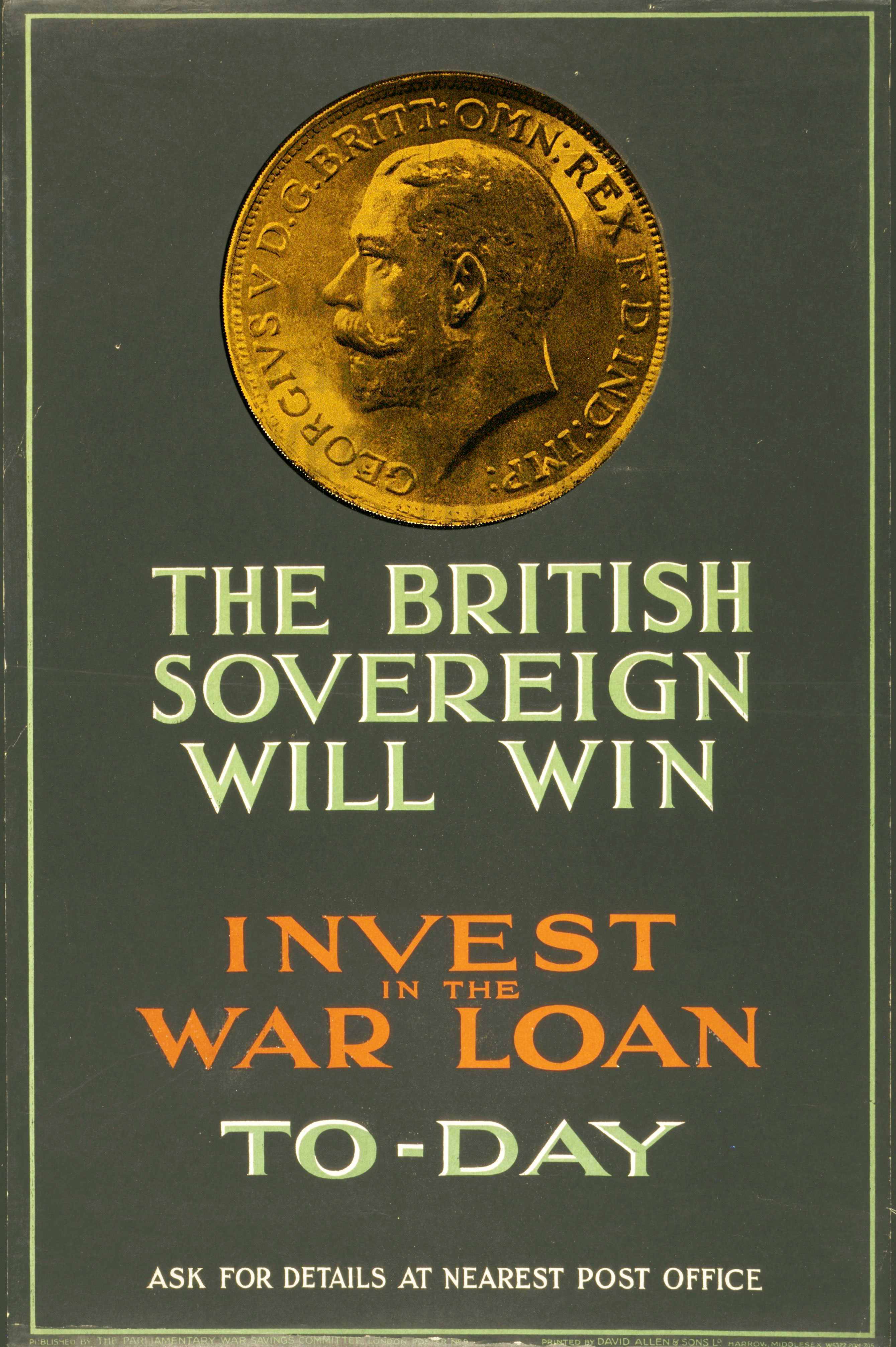
Cartel de la Primera Guerra Mundial que utiliza la imagen de un soberano para animar a contribuir a los gastos de la guerra.

A fines del siglo XIX, varios cancilleres de la Hacienda británicos cuestionaron los beneficios de basar las existencias de oro del país principalmente en monedas de oro. Randolph Churchill propuso depender menos de las monedas de oro y cambiar a monedas de plata de alto valor y, de hecho, la breve moneda de plata denominada doble florín o de cuatro chelines se creó como resultado de esas propuestas. El sucesor de Churchill, George Goschen, instó a la emisión de billetes para reemplazar el oro en circulación, y afirmó que preferiría tener 20 millones de libras en oro en el Banco de Inglaterra que 30 millones de soberanos en manos del público. Los temores de que la falsificación generalizada de billetes sacudiera la confianza en la libra acabaron con esta propuesta.
En marzo de 1914 John Maynard Keynes señaló que las grandes cantidades de oro que provenían de Sudáfrica estaban haciendo que el soberano cobrara aún más importancia: «La combinación de la demanda de soberanos en India y Egipto con la situación en Londres como centro de distribución del oro sudafricano está posicionando rápidamente al soberano como la moneda de oro predominante en el mundo. Posiblemente esté destinado a mantener en el futuro esa misma posición internacional, como tuvo durante siglos, en los tiempos del patrón plata, el real de a ocho de México».
A medida que el Reino Unido se acercaba a la guerra en la crisis de julio de 1914, mucha gente quiso convertir en oro sus billetes del Banco de Inglaterra, con lo que las reservas de oro del banco cayeron de 27 millones de libras del 29 de julio a 11 millones el 1 de agosto de ese mismo año. Tras la declaración de guerra de Alemania el 4 de agosto, el gobierno puso en circulación billetes de una libra y diez chelines en lugar de monedas de un soberano y medio soberano. También se impusieron restricciones al envío de oro al exterior y la fundición de monedas pasó a ser considerado delito. Pero el cambio del oro al papel no satisfizo a todos: J. J. Cullimore Allen, en su libro sobre soberanos publicado en 1965, recuerda haber recibido su primer pago después del cambio a billetes y cómo los trabajadores dudaban y pedían que les pagaran en oro, hasta que el propio Allen cambió por papel moneda cinco soberanos de su propio bolsillo, y los trabajadores no hicieron más objeciones. La conversión a oro no estaba prohibida, pero el canciller de Hacienda, David Lloyd George, señaló la acción como antipatriótica porque iba en contra del esfuerzo económico de la guerra. Ante tales llamados, pocos continuaron insistiendo en reclamar pagos en oro, y a mediados de 1915 ya era raro ver alguna de estas monedas en el comercio de Londres. La moneda se representó en carteles de propaganda que instaban a contribuir a los gastos de la guerra.
A pesar de seguir acuñándose en Londres hasta finales de 1917, la mayoría se utilizó para mantener las reservas de oro de la nación o para pagar deudas de guerra con Estados Unidos. En países extranjeros, sin embargo, permanecieron en circulación, en especial en el Oriente Medio. Las cecas australianas continuaron acuñándolas, ya que allí las circunstancias económicas eran diferentes. Después de la guerra, los soberanos ya no volvieron al comercio en el Reino Unido, ya que las monedas valían más en oro que en valor facial. En 1925 el canciller Winston Churchill consiguió la aprobación de la Ley del patrón oro de 1925, que restauró ese patrón al Reino Unido, aunque con el oro para mantenerlo en reserva y no para ser utilizado en circulación. El esfuerzo fracasó —Churchill lo consideró como el peor error de su vida—, aunque algunos soberanos muy desgastados fueron fundidos y reacuñados en 1925, y luego puestos en circulación. Muchos de los soberanos australianos emitidos en el período de la posguerra sirvieron para respaldar la moneda, mientras que los sudafricanos se utilizaron principalmente para la exportación y para el pago de los trabajadores en las minas de oro.
En el momento en que Eduardo VIII subió al trono en 1936, los soberanos ya no se emitían para circulación, sino solo como parte de la serie anual para conmemorar su coronación. Con un busto del monarca de Humphrey Paget y fechado en 1937, estos soberanos no fueron autorizados antes de la abdicación del rey en diciembre de 1936, y son considerados pruebas numismáticas. De extremada rareza, uno de estos soberanos se vendió en 2020 por un millón de libras, en lo que fue un precio récord para una moneda británica en una subasta. También se acuñaron soberanos y dobles soberanos en condición de prueba de acuñación datados en 1937 a nombre de su hermano y sucesor, Jorge VI, también diseñado por Paget. Los soberanos de Jorge V con fecha de 1925 fueron reacuñados en 1949, 1951 y 1952, para satisfacer la necesidad de estas monedas, y para mantener la habilidad de la ceca en su acuñación.
El soberano se mantuvo como una moneda muy popular para el comercio en el Oriente Medio y en otros lugares después de la Segunda Guerra Mundial. Las pequeñas emisiones de 1925 no eran suficientes para satisfacer esa demanda, que fue reemplazada en parte por falsificaciones tanto de origen europeo como asiático, que en ocasiones tenían el mismo oro que las monedas reglamentarias. A continuación, se llevó a cabo una persecución judicial de estas prácticas, proceso en el que sus defensores alegaron que podían ser falsificados por no ser de curso legal. Sin embargo, los soberanos mantuvieron su legalidad en virtud de la Ley de la Moneda de 1870.
Una vez más, los soberanos se emitieron en 1953, año de la coronación de Isabel II, y muestran en su anverso el retrato real diseñado por Mary Gillick, aunque solo unas pocas piezas fueron acuñadas, las que se destinaron para su exhibición en los principales museos. Uno de estos soberanos de 1953 se vendió en una subasta de 2014 por 384 000 libras esterlinas. En 1957 el Tesoro del Reino Unido decidió defender la condición del soberano, tanto mediante la continuación de los procedimientos legales contra la falsificación como mediante la emisión de nuevos tirajes. Los soberanos acuñados entre 1957-1959 y 1962-1968 con el busto de la reina diseñado por Gillick se consideran como monedas de inversión. El problema de la falsificación se redujo con la acuñación de alrededor de 45 millones de soberanos en 1968 y los esfuerzos de los abogados del Tesoro, que resultaron en la aceptación del curso legal del soberano por las cortes supremas de varios estados europeos. En 1966, el gobierno de Harold Wilson impuso restricciones al atesoramiento de monedas de oro para combatir la inflación, por lo que incluso los coleccionistas debían tener una licencia del Banco de Inglaterra. La medida fue ineficaz, ya que estimuló el comercio clandestino de oro, por lo que se abandonó en 1970.
La presencia del soberano en la cultura popular continuó: en la novela de 1957 Desde Rusia con amor, de Ian Fleming, el personaje Q le da a James Bond un maletín que contiene 50 soberanos, que luego usa para distraer al villano cuando lo amenaza con una pistola. El soberano sobrevivió a la decimalización del sistema monetario británico y al traslado de la Real Casa de Moneda desde Tower Hill, Londres a Llantrisant, en Gales. El último soberano con el rostro diseñado por Gillick fue acuñado en 1968, cuando fue reemplazado por un nuevo diseño de Arnold Machin que permaneció hasta 1974. La última moneda acuñada en la antigua sede de la ceca en Tower Hill, en 1975, fue un soberano.

## Moneda de inversión y de colección (1979-)
A partir de 1979, el soberano se siguió emitiendo de manera anual, aunque ya no como moneda de curso legal, sino destinado a la compra y venta de oro para inversión, y también para satisfacer la demanda de los coleccionistas. En 1985 el retrato real de Arnold Machin fue reemplazado por uno nuevo de Raphael Maklouf. La acuñación de soberanos para inversión se suspendió después de 1982, por lo que el retrato de Maklouf se emitió cada año hasta 1997 —con excepción de 1989— solo en condición de prueba de acuñación. En 1989 se emitió un soberano que conmemoraba el 500 aniversario de la primera acuñación de una moneda con ese nombre, la de Enrique VII de 1489. La moneda, diseñada por Bernard Sindall, evoca el diseño de ese primer soberano, y muestra la reina entronizada y mirando hacia adelante, tal como aparecía Enrique VII. El reverso de la moneda de 1489, que muestra la doble Rosa Tudor y el escudo real, también se retomó para la edición de 1989, pero con el escudo actualizado.

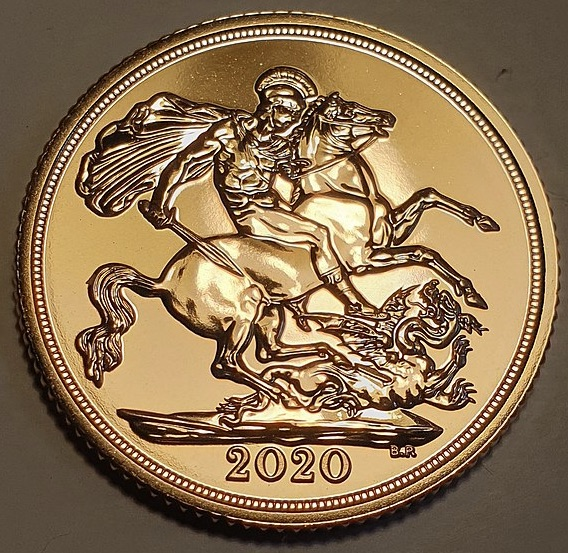
Reverso del soberano de 2020.

Ian Rank-Broadley fue el encargado del diseño del cuarto busto de la reina en los soberanos, que comenzó a utilizarse en la edición de 1998 y permaneció hasta 2015. Los soberanos como moneda de inversión comenzaron a emitirse nuevamente en el año 2000, y se han acuñado así desde entonces. En 2002 se utilizó un diseño especial en el reverso con ocasión del Jubileo de Oro, con una adaptación especial del escudo del Reino Unido realizado por Timothy Noad, que recuerda a los soberanos con el diseño del escudo en su reverso del siglo xix. Los años 2005 y 2012 —año del Jubileo de Diamante de Isabel II— vieron reinterpretaciones del diseño de san Jorge y el dragón, realizados por Noad y Paul Day, respectivamente. En 2009, el reverso se volvió a grabar utilizando herramientas de la época del reinado de Jorge III, con la esperanza de capturar más fielmente el diseño de Pistrucci. En 2015 se presentó un nuevo retrato de la reina, realizado por Jody Clark, y algunos soberanos recibieron este nuevo busto en su diseño. Los diseños especiales más recientes, en 2016 y 2017, fueron solo para coleccionistas. La pieza para coleccionistas de 2016, para el 90.º cumpleaños de la reina, tiene un retrato de ella de solo un año en el anverso, diseñado por James Butler. La unidad de 2017 volvió al diseño original de Pistrucci de 1817 para el 200.º cumpleaños del soberano moderno con la jarretera y el lema. También se acuñó un piedfort, y el soberano de inversión acuñado en Llantrisant, aunque con el diseño habitual, lleva una marca especial con el número 200.
En 2017 se descubrió una colección de 633 soberanos y 280 medios soberanos que habían sido atesorados dentro de un piano vertical que había sido donado a un colegio comunitario en Shropshire, Inglaterra. Las monedas, que datan de 1847 a 1915, fueron encontradas por un técnico al que se le había pedido que afinara el piano «cosidas en siete paquetes de tela y un bolso de cuero con cordón» debajo del teclado. A pesar de que se hicieron averiguaciones sobre quién podría haber almacenado las monedas, no se encontraron propietarios ni reclamantes.

### Coleccionismo, otros usos y tratamiento fiscal
Muchos de las variantes en el diseño del soberano desde 1989 han sido pensados para atraer a los coleccionistas de monedas, al igual que las otras piezas de oro basadas en el soberano, desde el cuarto de soberano hasta la pieza de cinco soberanos. Para agilizar las cosas, la Real Casa de Moneda está autorizada a vender soberanos de oro directamente al público, en lugar de que su producción se canalice a través del Banco de Inglaterra como solía ser el caso. Como moneda de curso legal, el soberano está exento del impuesto sobre las ganancias de capital para los residentes del Reino Unido.
Además de ser utilizada como moneda circulante, el soberano entró al mundo de la moda: algunos hombres en el siglo xix colocaron una pieza en las cadenas de sus relojes de bolsillo, lo que era visto como un signo de integridad, y otros llevaron una en un pequeño monedero vinculado a la cadena. Estas costumbres desaparecieron con la popularización del reloj de pulsera. Las mujeres también llevaron soberanos, como brazaletes o pendientes. En el siglo xxi, el uso de un anillo con un soberano se ha visto como un signo de la cultura chav.
El bastón que lleva el Caballero o Dama Ujier del Bastón Negro —conocido como Bastón Negro— como símbolo del cargo, y utilizado para golpear la puerta de la Cámara de los Comunes del Reino Unido durante la Ceremonia de apertura del Parlamento, tiene un soberano insertado en uno de sus extremos.
Las casas de subastas, al igual que los comerciantes especializados, negocian con soberanos con fechas tempranas. Además de los soberanos de Eduardo VIII de 1937 y de Isabel II de 1953, las fechas raras de la serie incluyen la pieza de 1819, y la de 1863 con el número «827» en el anverso en lugar de las iniciales de William Wyon. Es probable que esta inscripción sea un número de lingote, utilizado para algún tipo de experimento, aunque investigaciones no han establecido esto de manera concluyente. En Londres se acuñaron pocos soberanos de 1879, y los que quedan suelen estar gastados. Solo se acuñaron 24 768 de la «libra de Adelaida», y los especímenes supervivientes son raros y muy apreciados. El soberano mismo ha sido objeto de conmemoración; en 2005, la Casa de Moneda de Perth emitió una moneda de oro con un valor nominal de 25 dólares australianos, que reproduce el diseño del reverso de los soberanos de la ceca de Sídney anteriores a 1871.